# いよじ号

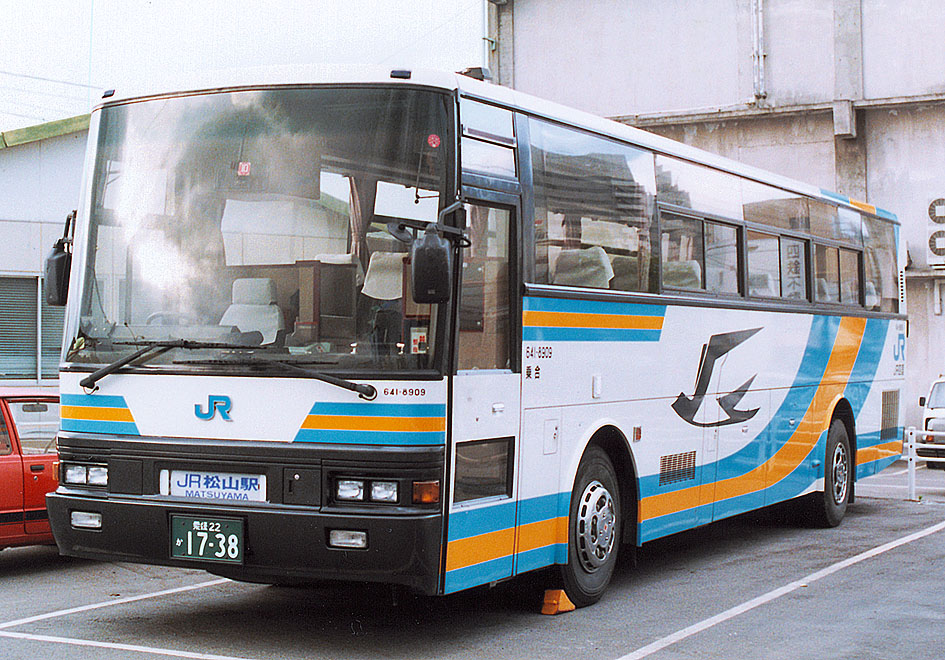
「いよじ号」JR四国 いすゞスーパークルーザーP-LV719R 富士重車体

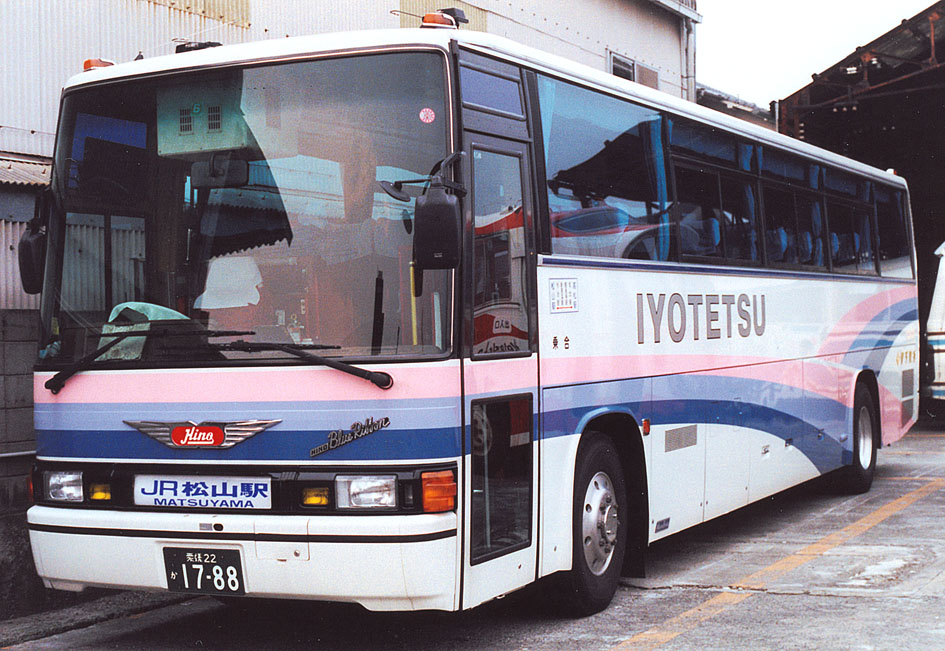
「いよじ号」伊予鉄道 日野ブルーリボンP-RU638BB

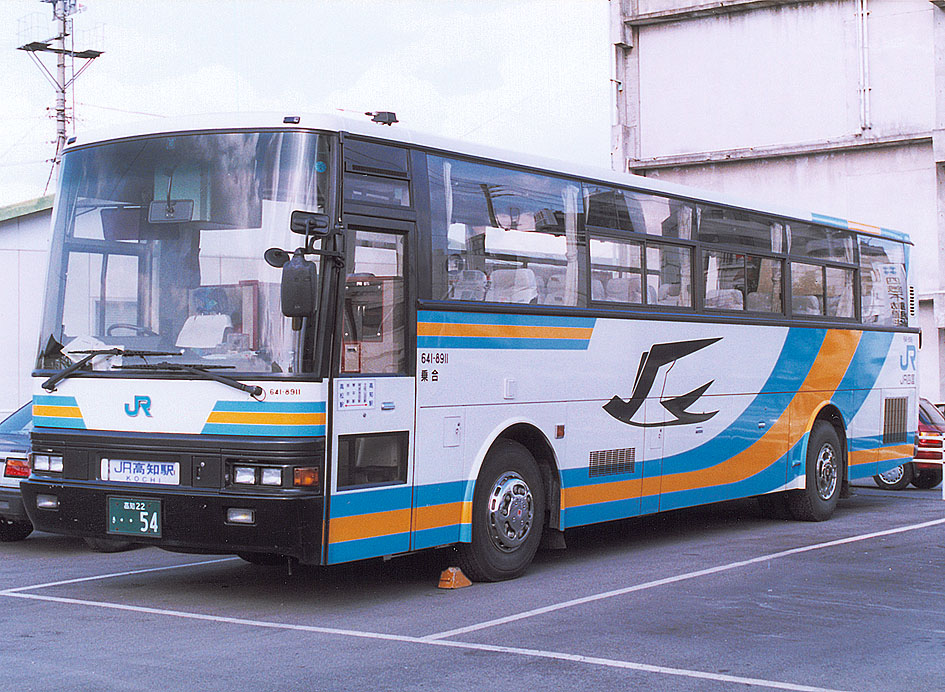
「とさじ号」JR四国 いすゞスーパークルーザーP-LV719R 富士重車体

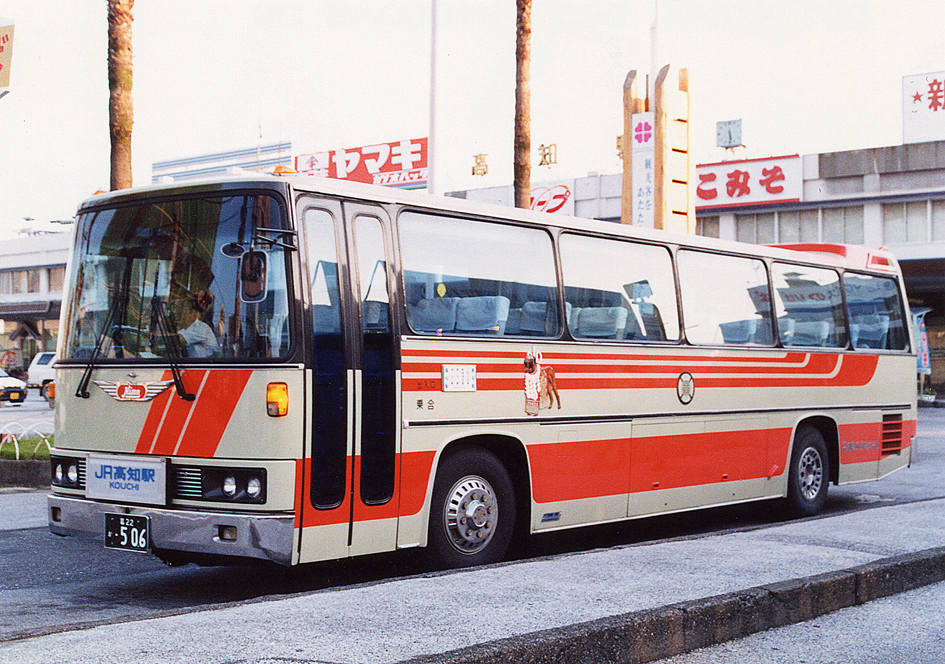
「とさじ号」高知県交通 日野スケルトンRS120P

いよじ号（いよじごう）はかつて香川県高松市と愛媛県松山市を結んでいた夜行バスである。
当項目では、「いよじ号」と同様の経緯でかつて香川県高松市と高知県高知市を結んでいた夜行バスであるとさじ号（とさじごう）についても記述する。
両路線共全便座席指定制のため、乗車には予約が必要で、原則として乗車前にあらかじめ指定券（無料）と乗車券を購入しなければならなかった。

## 運行の経緯
JR四国は瀬戸大橋線開業後も予讃線、土讃線（1988年5月までは予讃本線、土讃本線）の夜行列車を下り列車のみ運行していたが、利用客の減少により、1989年3月からはこれらの夜行列車は毎日運転の臨時列車として高松-松山・高知間の運行になっていた。しかし、これらの夜行列車の乗客が平均30人程度であったことから、これらの夜行列車の代替として、伊予鉄道、高知県交通と共同運行で同年7月1日運行開始になったのが「いよじ号」と「とさじ号」である。
夜行列車の代替という位置づけから、それまで運行していた高松-松山・高知間夜行列車の停車駅のうち主要駅またはその近くに停車、途中4箇所で休憩し、高速道路を経由せず、全区間一般道を経由して所要時間6時間で運行した。坂出駅で、岡山駅始発・終着の山陽新幹線に接続する快速「マリンライナー」に接続したため、終列車代わりに利用する乗客もあった。そのため時刻表にも予讃線・土讃線の最終列車の時刻の隣に時刻が掲載されていた。
当時の夜行バスとしては珍しい完全ワンマン運行であった。また、夜行バスという運行形態ではあるが、深夜時間帯の途中停車地でも乗降扱いを行うことから完全な消灯を行わないなど、夜行列車に近いものであった。
「とさじ号」は高松自動車道・高知自動車道を経由する高速バス「黒潮エクスプレス」運行開始に伴い、その前日の1992年10月11日出発便をもって運行終了した。その後、「いよじ号」も高松自動車道・松山自動車道を経由する高速バス「坊っちゃんエクスプレス」運行開始に伴い、その前日の1994年11月16日出発便をもって運行終了した。

## 沿革
- 1989年7月1日 - 「いよじ号」、「とさじ号」運行開始[7]。
- 1992年10月11日 - 「とさじ号」運行終了。高知県交通の予約発券業務を中止。
- 1994年11月16日 - 「いよじ号」運行終了[6]。

## 「いよじ号」

### 運行会社
- JR四国[7]
- 伊予鉄道[7]

この2社共同運行で行われていた。

### 運行概要

#### 停車停留所・運行時刻
各停留所相互で乗降可能
下り 「いよじ1号」
高松駅（23:30発）- 坂出駅（0:10着0:45発）- 観音寺駅（1:30着1:35発）- 川之江駅（2:00発）- 伊予三島駅（2:10発）- 新居浜駅（2:50着3:10発）- 伊予西条駅（3:30発）- 壬生川駅（3:50発）- 今治駅（4:20着4:30発）- 伊予北条（5:10発）- 松山駅（5:30着）
上り 「いよじ2号」
松山駅（23:30発）- 伊予北条（23:50発）- 今治駅（0:30着0:40発）- 壬生川駅（1:10発）- 伊予西条駅（1:30発）- 新居浜駅（1:50着2:10発）- 伊予三島駅（2:50発）- 川之江駅（3:00発）- 観音寺駅（3:25着3:40発）- 坂出駅（4:30着4:50発）- 高松駅（5:30着）
坂出駅（下り35分、上り20分）、観音寺駅（下り5分、上り15分）、新居浜駅（20分）、今治駅（10分）で休憩（休憩時間）した。
伊予北条は駅近くの県道上にバス停があった。

#### 運行経路
高松駅 -（国道30号・一般道・高松坂出有料道路・一般道・）-  坂出駅 -（一般道・国道11号・一般道） - 観音寺駅 - （一般道・国道11号） - 川之江駅 -（国道11号）- 伊予三島駅 -（国道11号・一般道）- 新居浜駅 -（一般道・国道11号・一般道）- 伊予西条駅 -（一般道・国道11号・国道196号・一般道）- 壬生川駅 -（一般道・国道196号・一般道）- 今治駅 -（一般道・国道196号・一般道）- 伊予北条 -（一般道・国道196号・一般道）- 松山駅

#### 運行回数
一日一往復（夜行）

## 「とさじ号」

### 運行会社
- JR四国[7]
- 高知県交通[7]

この2社共同運行で行われていた。

### 運行概要

#### 停車停留所・運行時刻
各停留所相互で乗降可能
下り 「とさじ1号」
高松駅（23:30発）- 坂出駅（0:10着0:50発）- 琴平駅（1:20発）- 阿波池田駅（2:05着2:30発）- 阿波川口（2:50発）- 大歩危（3:05発）- 豊永（3:20発）- 大杉駅（3:35着3:55発）- 後免駅前（4:40発）- 土佐山田駅（4:50着5:05発）- 高知駅（5:30着）
上り 「とさじ2号」
高知駅（23:30発）- 土佐山田駅（23:55着0:10発）- 後免駅前（0:20発）- 大杉駅（1:05着1:25発）- 豊永（1:40発）-大歩危（1:55発）- 阿波川口（2:10発）- 阿波池田駅（2:30着2:55発）- 琴平駅（3:40発）- 坂出駅（4:10着4:50発）- 高松駅（5:30着）
坂出駅（40分）、阿波池田駅（25分）、大杉駅（20分）、土佐山田駅（15分）で休憩（休憩時間）した。
阿波川口、大歩危、豊永、後免駅前はそれぞれ駅近くの国道上にバス停があった。

#### 運行経路
高松駅 -（国道30号・一般道・高松坂出有料道路・一般道・）- 坂出駅 -（一般道・国道11号・国道319号・一般道） - 琴平駅 - （一般道・国道32号・一般道） - 阿波池田駅 -（一般道・国道32号）- 阿波川口 -（国道32号）- 大歩危 -（国道32号）- 豊永 -（国道32号）- 大杉駅 -（国道32号・一般道・国道195号）- 後免駅前 -（国道195号）- 土佐山田駅 -（国道195号・一般道）- 高知駅
経路上で、後免駅前は2回通るが、下りは先に、上りは後に通る時に客扱いをするようになっていた。

#### 運行回数
一日一往復（夜行）

## 使用車両
3社とも4列シート40人乗り便所なしの観光バスタイプの車両が使用された。
- いすゞスーパークルーザー富士重HD-1（JR四国、「なんごく号」と共通運用[8]）
- 日野ブルーリボン（伊予鉄道）
- 日野スケルトン RS120P（高知県交通）

### 車内サービス
- マルチステレオ（JR四国・伊予鉄道）
- 公衆電話（伊予鉄道）
- 膝掛

#### 乗車券
- JR各駅、旅行センター、伊予鉄道、高知県交通（「とさじ号」廃止まで）の窓口で乗車券を発売していた[7]。
- 往復割引や学割、回数券はなかった。また各種トクトクきっぷ（周遊券・フリーきっぷなど）も利用できなかった。

## 注記
1. ↑  鈴木文彦『新版・高速バス大百科』p73
2. 1 2 3  鈴木文彦『新版・高速バス大百科』p74
3. ↑  鈴木文彦『新版・高速バス大百科』p75
4. ↑  “高松 - 高知間の高速バスを免許 運輸省 愛称名は「黒潮エクスプレス」”. 交通新聞 (交通新聞社):  p. 1. (1992年9月11日)
5. ↑  “高松 - 高知間の高速バス JR四国など4社 運行を申請 夜行バスは廃止”. 交通新聞 (交通新聞社):  p. 1. (1992年7月25日)
6. 1 2  “バス路線新紀行「次とまります」 夜行都市間バス「いよじ」（高松 - 松山、JR四国・伊予鉄道）”. 交通新聞 (交通新聞社):  p. 2. (1994年11月10日)
7. 1 2 3 4 5 6 7 8  “夜行バスの愛称名決定 JR四国”. 交通新聞 (交通新聞社):  p. 2. (1989年6月23日)
8. ↑  『鉄道ジャーナル』1990年7月号（No.285）p.95